# Heriberto Benítez
Heriberto Manuel Benítez Rivas (Lima, 4 de octubre de 1959) es un abogado y político peruano. Fue congresista de la república durante dos periodos no consecutivos, representando a las regiones Áncash y Lima. Como abogado ejerció la defensa del expresidente Alejandro Toledo en el caso Odebrecht y de Leonor La Rosa, exagente del Servicio de Inteligencia del Ejército del Perú torturada durante el gobierno de Alberto Fujimori.

## Biografía
Heriberto Benítez nació el 4 de octubre de 1959 en la ciudad de Lima, en Perú.
Estudió la carrera de derecho en la Universidad de San Martín de Porres, obteniendo el título de abogado en el año 1983. 
Entre los años 1985 y 1990 se desempeñó como asesor legislativo del entonces senador aprista Javier Valle-Riestra. Ha ejercido como abogado en la ciudad de Lima a partir del año 1991, ocupando cargos en el Colegio de Abogados de Lima, tales como presidente de su Comisión Ejecutiva de Derechos Humanos (1997-1999) y director de comisión y consultas de derechos humanos (2000-2001).
En la década de 1990, Heriberto Benítez actuó como abogado en varios casos importantes de defensa de los Derechos Humanos, bajo el régimen autoritario que encabezaba el presidente Alberto Fujimori. Benítez intervino como defensor en el caso de la masacre militar de la Universidad Enrique Guzmán y Valle "La Cantuta", así como de los generales Rodolfo Robles y Jaime Ríos Araico, ambos perseguidos por la cúpula militar al mando de Vladimiro Montesinos. 
En el año 1996, Benítez asumió la defensa de Leonor La Rosa, exagente del Servicio de Inteligencia Militar que fue torturada por miembros del Servicio de Inteligencia Nacional (SIN) tras filtrar información de planes de secuestro contra los opositores del régimen fujimorista, todos estos planificados por Montesinos.
Benítez también defendió a Ezequiel Nolasco, exconsejero Gobierno Regional de Áncash, para evitar su vacancia e interpuso un habeas corpus en su favor cuando injustamente lo acusaban de ser responsable de actos violentos durante un paro regional en Chimbote.

## Carrera política
Tras ganar notoriedad como abogado de Leonor La Rosa en los años 90s, Heriberto Benítez decide incursiona en la política peruana cuando en el año 1999 es convocado para postular al Congreso de la República por las filas de Somos Perú, partido político de Alberto Andrade, en las elecciones generales del año 2000. Sin embargo el 7 de mayo de ese mismo año, la candidatura de Benítez terminó perdiendo votos tras el conteo electoral de la Oficina Nacional de Procesos Electorales (ONPE). Su derrota se dio debido a que la ONPE era controlada por Vladimiro Montesinos, asesor presidencial de Alberto Fujimori, y éste realizó el ingreso de Eduardo Farah, candidato al Congreso por Solidaridad Nacional y quien luego se convertiría en uno de los congresistas tránsfugas del fujimorismo.
Participó en la Marcha de los Cuatro Suyos encabezada por Alejandro Toledo, excandidato presidencial de Perú Posible y líder de la oposición contra el gobierno de Fujimori. Posteriormente el régimen fujimorista concluyó en noviembre de ese mismo año tras la renuncia de Fujimori por fax desde Japón y el gobierno de transición de Valentín Paniagua hasta julio del año 2001. Ese mismo año, Benítez decide afiliarse al Frente Independiente Moralizador de Fernando Olivera y postuló nuevamente al Congreso, siendo esta vez elegido como congresista para el periodo 2001-2006.
Como congresista, colaboró en la denuncias constitucionales contra los exmiembros del gobierno fujimorista, entre ellos exministros y exmagistrados. Asimismo, fue parte de la Comisión especial que investigaba el caso de firmas falsas del partido político Perú Posible.
En las elecciones generales del 2011, postuló al Congreso en representación de Áncash por Solidaridad Nacional resultando elegido con 34, 027 votos preferenciales para el periodo parlamentario 2011-2016.
Durante su labor parlamentario fue miembro de la Comisión de Justicia y Derechos Humanos (2011-2012-2013); así como también miembro de la Comisión de Defensa Nacional, Orden Interno, Desarrollo Alternativo y Lucha Contra las Drogas; también integró la Comisión de Seguridad Ciudadana.
En 2011, en el cumplimiento de sus labores de control político y de fiscalización, presentó una Moción de Orden del Día para que investiguen los actos de corrupción y las sospechosas conmutaciones de pena otorgadas por el expresidente Alan García durante su segundo gobierno (2006-2011), que favorecieron a más de 5000 condenados por tráfico ilícito de drogas y robo agravado; sustentó su pedido en el pleno del Congreso, el tema aprobó e incorporó en la Mega Comisión, comprobándose que la denuncia era cierta y había una acusación constitucional contra Alan García por el tema de los "narcoindultos".
En este periodo parlamentario, también, presentó varias iniciativas legislativas, una referida a la defensa de la libertad de expresión, buscando que se deroguen los delitos cometidos por medio de la prensa; otra para que el presidente del Poder Judicial y el Fiscal de la Nación sean elegidos con el voto de todos los magistrados titulares; una reforma constitucional para que los representantes del Poder Judicial y del Ministerio Público ante el Consejo Nacional de la Magistratura sean también elegidos con el voto de todos los miembros titulares.
Igualmente, presentó un proyecto para modificar el artículo 112 de la Constitución Política y poder instaurar el juicio de residencia a los expresidentes de la república, cuya investigación estaría a cargo del Congreso de la República, por una comisión en la que estén representados todos los grupos parlamentarios, la pesquisa no debería durar más de un año (tiempo en el cual el expresidente de la República no podría abandonar el país) y de esa manera determinar si el gobernante actuó correctamente en el desempeño de su función pública; esto ayudará a que la democracia peruana se fortalezca, sea más sólida y se puedan aplicar sanciones ejemplares.
La instauración del juicio de residencia, con respeto al debido proceso y a los derechos fundamentales, es necesaria ya que en los últimos 30 años, los peruanos hemos tenidos jefes de Estado involucrados en violaciones a los derechos humanos, delitos de corrupción, lavado de activos y otros graves ilícitos penales; Alberto Fujimori fue inhabilitado hasta por 10 años para el ejercicio de la función pública y condenado a 25 años de prisión efectiva por crímenes de lesa humanidad, y Alan García esta duramente cuestionado y tiene una denuncia por infracción a la Constitución, por haber otorgado conmutaciones de pena a cerca de 5,000 condenados por tráfico ilícito de drogas y robo agravado durante su segundo periodo presidencial (2006-2011).

## Controversias
Benítez ha sido cuestionado varias veces, pesando sobre él serias denuncias por corrupción; ha sido señalado de estar implicado en el crimen del consejero regional Ezequiel Nolasco.
Ha sido denunciado públicamente por la hija del asesinado Ezequiel Nolasco y por la exprocuradora anticorrupción Yeni Vilcatoma como integrante de la cúpula de la red de crimen organizado relacionada con el caso de "La Centralita".
El 16 de diciembre de 2014, la Comisión para el Levantamiento de la Inmunidad Parlamentaria declaró procedente la solicitud de la Corte Suprema de Justicia del Perú para levantarle la inmunidad parlamentaria a los congresistas Heriberto Benítez y Crisólogo Espejo.

## Programas de televisión
- Lapsus (2020-presente) - Onda Digital Perú